# Peitzendorf
Peitzendorf (niedersorbisch Bukojna) ist ein bewohnter Gemeindeteil der Gemeinde Altdöbern im Landkreis Oberspreewald-Lausitz in Brandenburg.

## Lage
Peitzendorf liegt in der Niederlausitz, etwa zehn Kilometer nördlich von Großräschen, elf Kilometer südöstlich von Calau und 22 Kilometer südwestlich von Cottbus. Umliegende Ortschaften sind Ranzow im Norden, Reddern im Nordosten, der Drebkauer Wohnplatz Göritz im Osten, Pritzen im Südosten, Altdöbern im Südwesten, Neudöbern im Westen und Muckwar im Nordwesten. Peitzendorf liegt im äußersten Nordwesten des Lausitzer Seenlandes und gehörte zum Lausitzer Braunkohlerevier. Südlich des Ortes liegt der Altdöberner See, das geflutete Restloch des früheren Tagebaus Greifenhain. Der frühere südlich gelegene Nachbarort Neudorf wurde 1982 devastiert.
Durch Peitzendorf verläuft die Landesstraße 523, einen Kilometer westlich verläuft die Landesstraße 53 zwischen Calau und Großräschen.

## Geschichte
Erstmals urkundlich erwähnt wurde die Siedlung Peiczendorf im Jahr 1527 in einer Urkunde, in der die Brüder Hans und Georg von Köckritz den Besitz ihrer Lehngüter Reddern, Gräbendorf, Peitzendorf und Göritz bestätigen mussten. Der Ortsname lässt sich von dem niedersorbischen Wort bukowina ‚Buchenwald‘ ableiten.
Peitzendorf war historisch ein Vorwerk des Rittergutes zu Reddern. 1637 wurde der Ort als Poitzendorf erwähnt. Im Jahr 1718 wurde Peitzendorf in die Kirchengemeinde nach Wüstenhain eingepfarrt, um 1820 wechselte der Ort in die Kirchengemeinde Altdöbern. Nach dem Wiener Kongress musste das Königreich Sachsen die Niederlausitz an Preußen abtreten, auch Peitzendorf war davon betroffen. Im Jahr 1864 war Peitzendorf eine Einzelsiedlung mit lediglich fünf Einwohnern. Nach mehreren Besitzerwechseln kam Peitzendorf im Jahr 1879 schließlich in den Besitz von Heinrich von Witzleben.
Am 1. Januar 1928 wurde Peitzendorf nach Altdöbern eingemeindet. Die Gutsbesitzer wurden bei den Bodenreformen in der Sowjetischen Besatzungszone nach dem Zweiten Weltkrieg enteignet. Bis 1952 gehörte Peitzendorf zum Landkreis Calau in der preußischen Provinz Brandenburg. Zu DDR-Zeiten gehörte der Ort zum Kreis Calau im Bezirk Cottbus. Seit der Kreisreform in Brandenburg im Dezember 1993 liegt Peitzendorf im Landkreis Oberspreewald-Lausitz.